# Посёльский сельсовет (Пензенская область)
Посёльский сельсовет — сельское поселение в Кузнецком районе Пензенской области Российской Федерации.
Административный центр — село Посёлки.

## История
Статус и границы сельского поселения установлены Законом Пензенской области от 2 ноября 2004 года № 690-ЗПО «О границах муниципальных образований Пензенской области».

## Население
| 2002  | 2010  | 2012  | 2013  | 2014  | 2015  | 2016  |
| ----- | ----- | ----- | ----- | ----- | ----- | ----- |
| 3542  | ↘3480 | ↘3452 | ↘3411 | ↘3410 | ↗3448 | ↘3446 |
| 2017  | 2018  | 2021  |       |       |       |       |
| ↗3503 | ↗3517 | ↘3377 |       |       |       |       |

## Состав сельского поселения
| № | Населённый пункт | Тип населённого пункта       | Население |
| - | ---------------- | ---------------------------- | --------- |
| 1 | Благодатка       | село                         | ↗353      |
| 2 | Посёлки          | село, административный центр | ↗3144     |
| 3 | Траханиотово     | село                         | ↘48       |